# 守備のスペクトラム
守備のスペクトラム（しゅびのスペクトラム、Defensive spectrum）は、セイバーメトリクスにおいて、フィールディングの各守備位置の連続性を示したものである。

## 概要
守備のスペクトラムは、次の通りに示される。
指名打者 - 一塁手 - 左翼手 - 右翼手 - 三塁手 - 中堅手 - 二塁手 - 遊撃手 - 捕手 - 投手の順である。
多くのオリジナルのセイバーメトリクス概念と同様に、防御的な連続性はビル・ジェームズによって1980年代の彼の著作で最初に紹介された。スペクトラムの基本的な前提は、右へいくほど選手の守備負担が大きいことを表している。選手は一般的に左方向へ向かってコンバートされていくが、右方向へコンバートさせる事は非常に危険である。最初に遊撃手としてプロ入りした選手が最終的に異なる守備位置で終える可能性は一塁手より遥かに高い。
打球への反応の速さを（RT）、初動の正確さを（RD）、空間認識能力を（RR）、走塁力を（SP）、捕球の正確さを（HD）、送球の強さを（AS）、送球の正確さを（AA）で示す。数値が高いほど、その守備位置において重要となるスキルである。
| 守備位置 | RT | RD | RR | SP | HD | AS | AA |
| -------- | -- | -- | -- | -- | -- | -- | -- |
| 指名打者 | 0  | 0  | 0  | 0  | 0  | 0  | 0  |
| 一塁手   | 7  | 6  | 1  | 1  | 9  | 1  | 1  |
| 左翼手   | 4  | 4  | 7  | 5  | 2  | 4  | 6  |
| 右翼手   | 4  | 4  | 7  | 5  | 2  | 8  | 6  |
| 三塁手   | 8  | 5  | 1  | 1  | 8  | 7  | 8  |
| 中堅手   | 5  | 5  | 9  | 7  | 2  | 6  | 6  |
| 二塁手   | 5  | 6  | 2  | 3  | 7  | 4  | 6  |
| 遊撃手   | 5  | 6  | 2  | 5  | 8  | 8  | 9  |
| 捕手     | 6  | 1  | 1  | 1  | 9  | 8  | 8  |

## スペクトラムの変化
野球の130年の歴史を振り返った分析では、守備のスペクトラムが一度だけ変化している事を示している。19世紀後半と20世紀初頭に、三塁は一般に二塁よりも困難であると考えられた。この時代は併殺プレーも比較的稀だったので、ゴロを二塁手よりも遠い位置から投げなければならなかった三塁手の守備の責任は二塁手よりも高く、ナップ・ラジョイやロジャース・ホーンスビーに代表されるように優秀な打者は三塁手より二塁手に多かった。
その結果、当時の守備のスペクトラムはこのように示される。
一塁手 - 左翼手 - 右翼手 - 二塁手 - 中堅手 - 三塁手 - 遊撃手 - 捕手 - 投手
しかし、1920年代から1930年代には、守備のスペクトラムが変わり始めていた。併殺の増加は二塁手の守備の責任を増加させていった。1938年にセントルイス・ブラウンズのハーロンド・クリフトがシーズン30本塁打を放ち、初の攻撃型三塁手として注目された。1945年までには二塁は三塁よりも重要度の高い守備位置として確立された。